# Klenovnik (Chorwacja)
Klenovnik – wieś w Chorwacji, w żupanii varażdińskiej, w gminie Klenovnik. W 2011 roku liczyła 982 mieszkańców.